# Laguna di Stettino
La laguna di Stettino (in polacco: Zalew Szczeciński, in tedesco: Stettiner Haff), nota anche come laguna dell'Odra, è una laguna costiera situata sulla foce del fiume Odra, condivisa tra Polonia e Germania. È separata dalla baia della Pomerania dalle isole di Usedom e Wolin. La laguna è suddivisa in Kleines Haff (piccola laguna in tedesco) a ovest e Wielki Zalew (grande laguna in polacco, o Großes Haff in tedesco) a est.
Contrariamente a quanto suggerito dal nome, la città di Stettino non è bagnata dalla laguna, bensì si trova sull'estuario del fiume Odra a circa 10 km dalla laguna.

## Geografia

### Morfologia

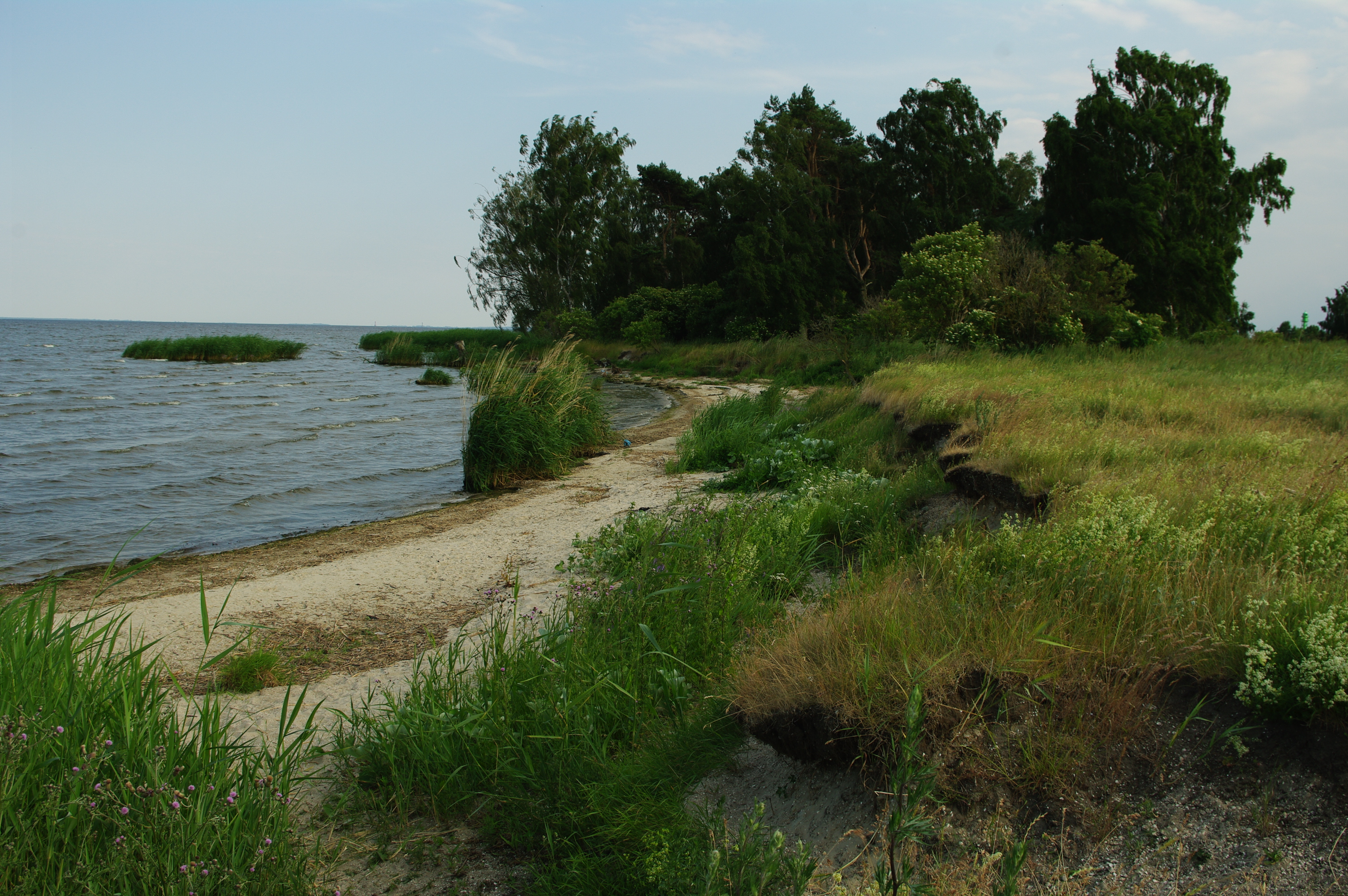
La laguna vista dall'isola polacca di Karsibór.

Erroneamente considerata l'estuario del fiume Odra, si tratta invece di una laguna costiera con le tipiche caratteristiche dello Haff, in cui si riversa l'estuario del fiume.
Essa rispetta infatti i criteri di classificazione di Kjerfve e Magill del 1989 (più flussi in uscita, nessuna stratificazione d'acqua e l'importanza del vento nella circolazione dell'acqua), nonché quelli di Nichols e Allen del 1981 relativi ad una laguna parzialmente chiusa (presenza di una barriera allungata di separazione dal mare con deflussi limitati, ridotti fenomeni di marea, accumulo di sabbia nelle zone limitrofe al mare e fango sulle altre coste).
La laguna è alimentata da sud dai vari bracci del fiume Odra, oltre che da altri fiumi minori tra cui lo Ziese, il Peene, lo Zarow, l'Ucker e l'Ina. A nord è separata dal mar Baltico dalle isole di Usedom (a nord-ovest) e Wolin (a nord-est), a loro volta delimitate rispettivamente dai fiumi Peenestrom, Świna e Dziwna.
Comprendendo tutte le insenature, la superficie totale della laguna è pari a 903 km², facendone la seconda per dimensioni sul mar Baltico, dopo la laguna dei Curi tra Russia e Lituania (1584 km²) e prima della laguna della Vistola tra la Russia e la Polonia (840 km²). Lo sviluppo maggiore della laguna è orientato lungo la direttrice est-ovest per 52 km; in direzione nord-sud la laguna misura 22 km.
La profondità media è pari a 3,8 metri, con un massimo di 8,5 m. I canali artificiali che collagano la laguna con la baia di Pomerania raggiungono la profondità massima di 10,5 m.
La salinità media oscilla tra 1 e 2,50 psu con punte di 6 psu quando l'acqua salmastra proveniente dal Baltico inverte il corso delle vie d'acqua tra la laguna e la baia della Pomerania (fenomeno caratteristico dello Świna durante le tempeste provenienti da nord e da ovest). La temperatura media dell'acqua è di 11 °C.
Le coste sono prevalentemente pianeggianti, ricoperte di canneti; solo in poche località sono presenti scogliere.

### Geografia politica
Le due principali aree che compongono la laguna, Kleines Haff (410 km²) e Wielki Zalew (277 km²), corrispondono abbastanza fedelmente alla divisione amministrativa della laguna tra Germania e Polonia.
La parte nel territorio tedesco è compresa nel land di Meclemburgo-Pomerania Anteriore, mentre quella polacca ricade all'interno del voivodato della Pomerania Occidentale.

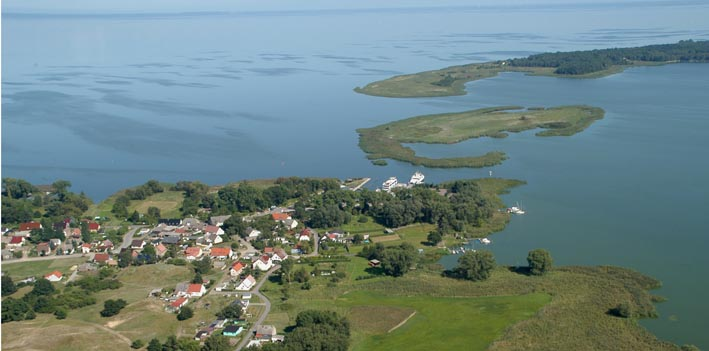
Il villaggio di Altwarp sulla sponda tedesca della laguna.

### Geografia umana
Occupando una posizione strategica dal punto di vista commerciale, la laguna è stata interessata da una vivace attività umana. Numerosi centri abitati sono sorti nel suo bacino.
- Stettino (Polonia)
- Świnoujście (Polonia)
- Police (Polonia)
- Ueckermünde (Germania)
- Wolin (Polonia)
- Usedom (Germania)
- Nowe Warpno (Polonia)

## Storia

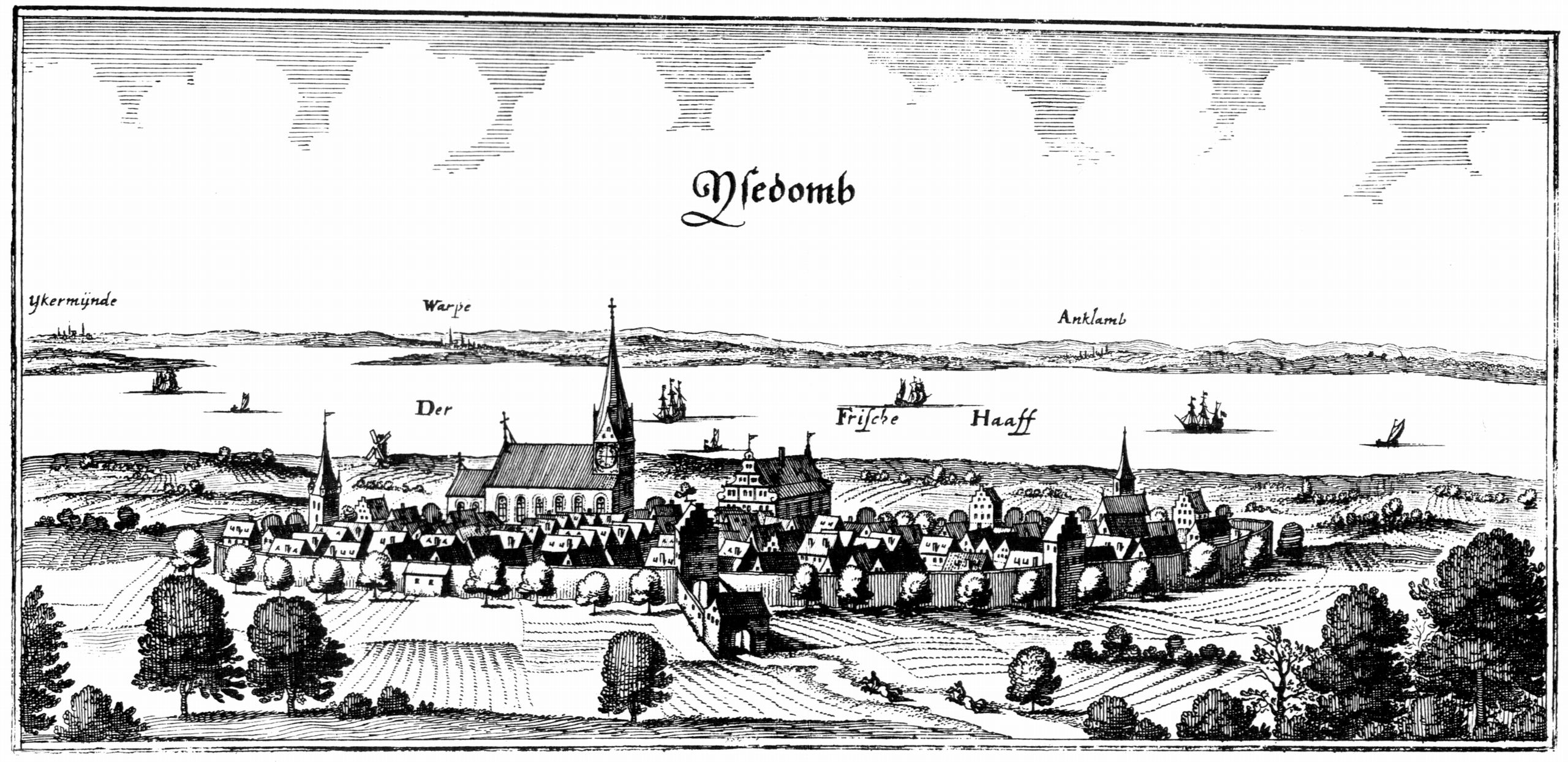
La città di Usedom e la laguna di Stettino in un'incisione di Matthäus Merian del 1652.

La laguna è stata per secoli un'importante area di pesca per gli insediamenti circostanti, tant'è che i diritti di pesca furono a volte causa di controversie.
Sul finire del XIII secolo fu fondata la città di Anklam all'estremità occidentale della laguna, inizialmente come stazione doganale per le imbarcazioni in transito per il Peenestrom.
Nel 1495, quando la laguna faceva parte del ducato di Pomerania, il duca Boghislao X di Pomerania regolamentò per la prima volta la pesca nella laguna. Il bacino venne diviso in distretti (Kiepereien), ciascuno sotto la gestione di un incaricato del duca (Fischereiaufseher); la parte migliore della pesca (salmoni, storioni, carpe e pesci siluro) era generalmente destinata al duca. Particolari barche a vela (Zeesenboot) si diffusero per la pesca nella acque basse della laguna.

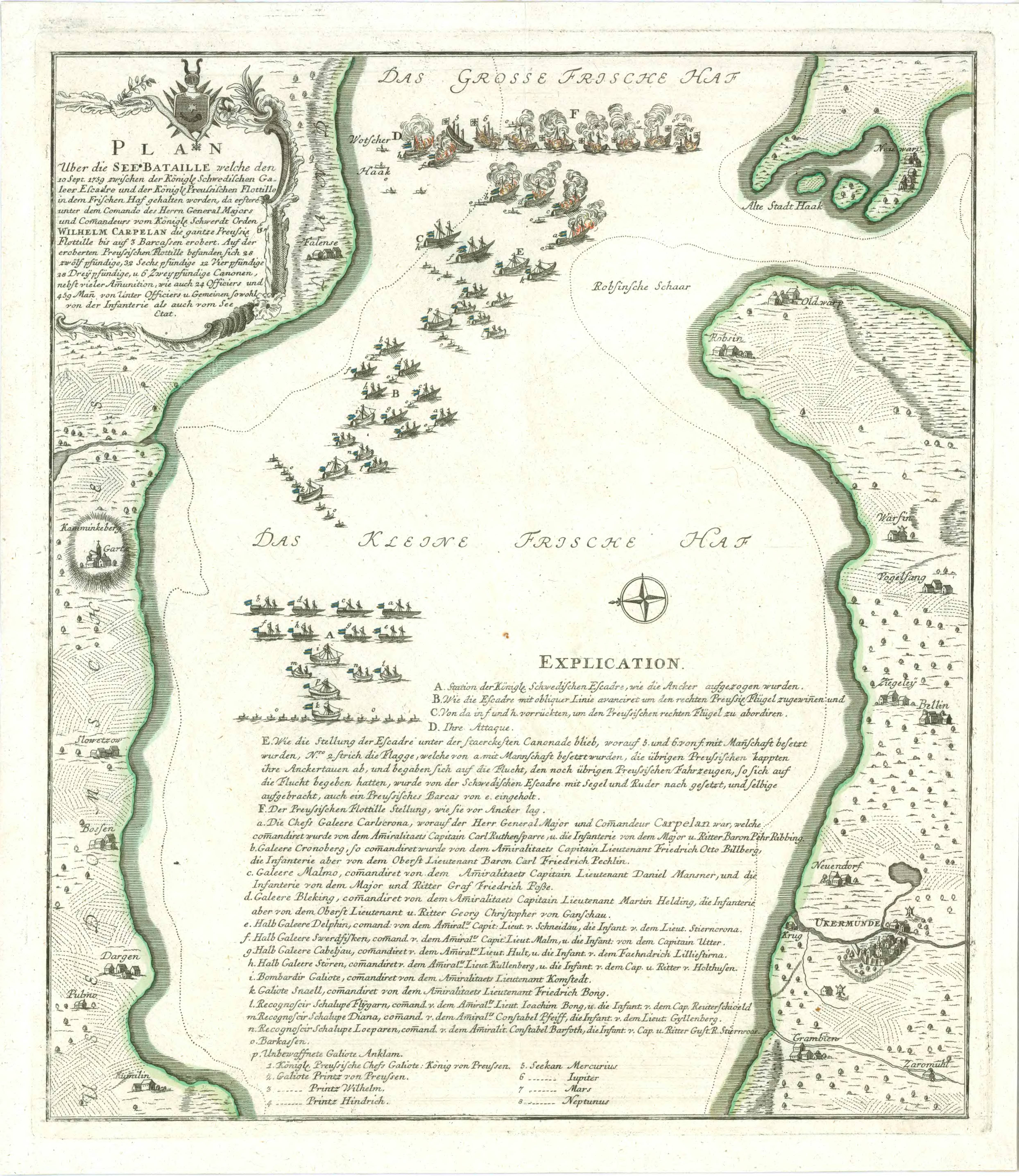
Una stampa d'epoca raffigurante la battaglia navale di Frisches Haff del 1759.

Con il trattato di Stettino del 1630, nell'ambito della guerra dei trent'anni, il ducato di Pomerania passò sotto il dominio svedese.
Durante la guerra dei sette anni, la laguna fu teatro della battaglia navale di Frisches Haff (dall'antico nome della laguna, Frisches Haff, poi riferito alla laguna della Vistola) tra le flotte svedesi e prussiane. Il 10 settembre 1759, nel punto più stretto della laguna, nei pressi delle secche di Repziner Haken, 13 navi con 700 uomini della neonata marina prussiana vennero affondate dalla flotta svedese, forte di 28 navi e 2250 uomini.
Nel 1814 la Pomerania passò sotto la corona danese come effetto degli scambi territoriali sanciti dal trattato di Kiel, conseguente alle guerre napoleoniche. Tuttavia già l'anno successivo l'area fu inquadrata nella provincia della Pomerania del regno di Prussia.
Nel 1860 fu avviato un progetto per estendere la rete ferroviaria prussiana fino all'isola di Usedom per mezzo di un terrapieno a Nowe Warpno. Il progetto fu infine abbandonato a favore di un ponte girevole a Karnin, questo fu poi sostituito nel 1931 da un ponte sollevabile.
Nel 1874 furono avviati i lavori per la realizzazione del canale Kaiserfahrt (passaggio dell'imperatore, oggi canale Piast), scavato sull'isola di Usedom, parallelamente al corso del fiume Świna, per permettere il passaggio di grandi navi tra la laguna e il mar Baltico. Il canale, lungo 12 km e profondo 10 m, fu terminato nel 1880 durante il regno dell'imperatore Guglielmo I il Grande, da cui prese il nome.
Nel 1945 i territori ad est della linea Oder-Neiße furono ceduti dalla Germania alla Polonia nell'ambito degli scambi territoriali successivi alla seconda guerra mondiale. Le città di Stettino (Szczecin in polacco) e Swinemünde (Świnoujście) seguirono la stessa sorte nonostante si trovassero sulla sponda occidentale del fiume. Il Kaiserfahrt fu rinominato canale Piast, dalla dinastia polacca Piast.

## Natura

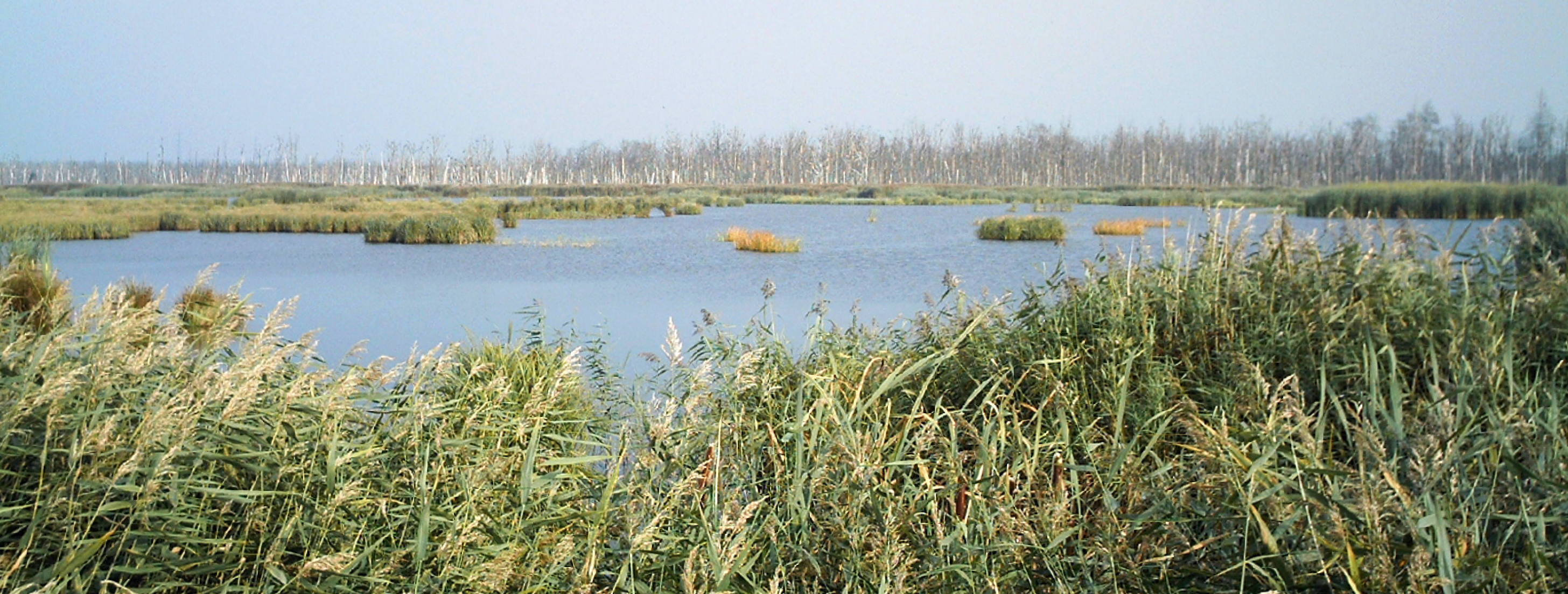
Una vista della torbiera di Anklam.

La laguna è interessata da un pesante inquinamento derivante dagli scarichi, con presenza di metalli pesanti, nei suoi immissari. Il fiume Odra in particolare, che contribuisce per il 94% all'apporto idrico della laguna, è responsabile dello scarico di grandi quantità di nitrati e fosfati che ha causato un intenso fenomeno di eutrofizzazione, sebbene si sia registrato un declino di tale condizione negli ultimi anni.
Al fine di tutelare il delicato ecosistema tipico della laguna, diverse aree naturali sorgono nella zona.
Il Parco Naturale della laguna di Stettino (Naturpark Am Stettiner Haff in tedesco) si estende sul tratto tedesco della riva meridionale della laguna, quasi interamente all'interno del circondario dell'Uecker-Randow.
L'isola di Usedom, a nord-ovest, è occupata quasi interamente dal Parco Naturale dell'Isola di Usedom (Naturpark Insel Usedom). Il parco comprende anche il canale Peenestrom che separa l'isola dalla terraferma.
La riserva naturale della città di Anklam, si trova all'interno della torbiera di Anklam (Anklamer Torfmoor) nei pressi della foce del fiume Peene, nella parte occidentale della laguna. Il sito in passato fu oggetto di una intensiva estrazione della torba, che ne abbassò il livello del suolo, causando un'inondazione nel 1995. Il sito fu successivamente sottoposto ad un progetto di tutela che limitò lo sfruttamento economico e ne ripristinò l'ambiente naturale.
Il Parco nazionale di Wolin (Woliński Park Narodowy in polacco) si sviluppa invece sull'isola polacca di Wolin, a nord della laguna; questo ospita un santuario del bisonte europeo.
Sempre sulla sponda polacca sorgono alcuni siti di interesse comunitario della rete Natura 2000. Il sito dell'estuario dell'Odra e della laguna di Stettino (in polacco Ujście Odry i Zalew Szczeciński; sito PLH320018) fu istituito nel 2008 e tutela l'area dell'estuario dell'Odra e della laguna compresa tra Police e Stepnica, Trzebież, il fiume Dziwna, Zalew Kamieński e l'isola Chrząszczewska, comprese le zone costiere delle isole di Wolin e Usedom. Altri siti della rete Natura 2000 sono "Wolin e Usedom" (PLH320019) e la "Laguna di Stettino" (PLB320009).

## Economia

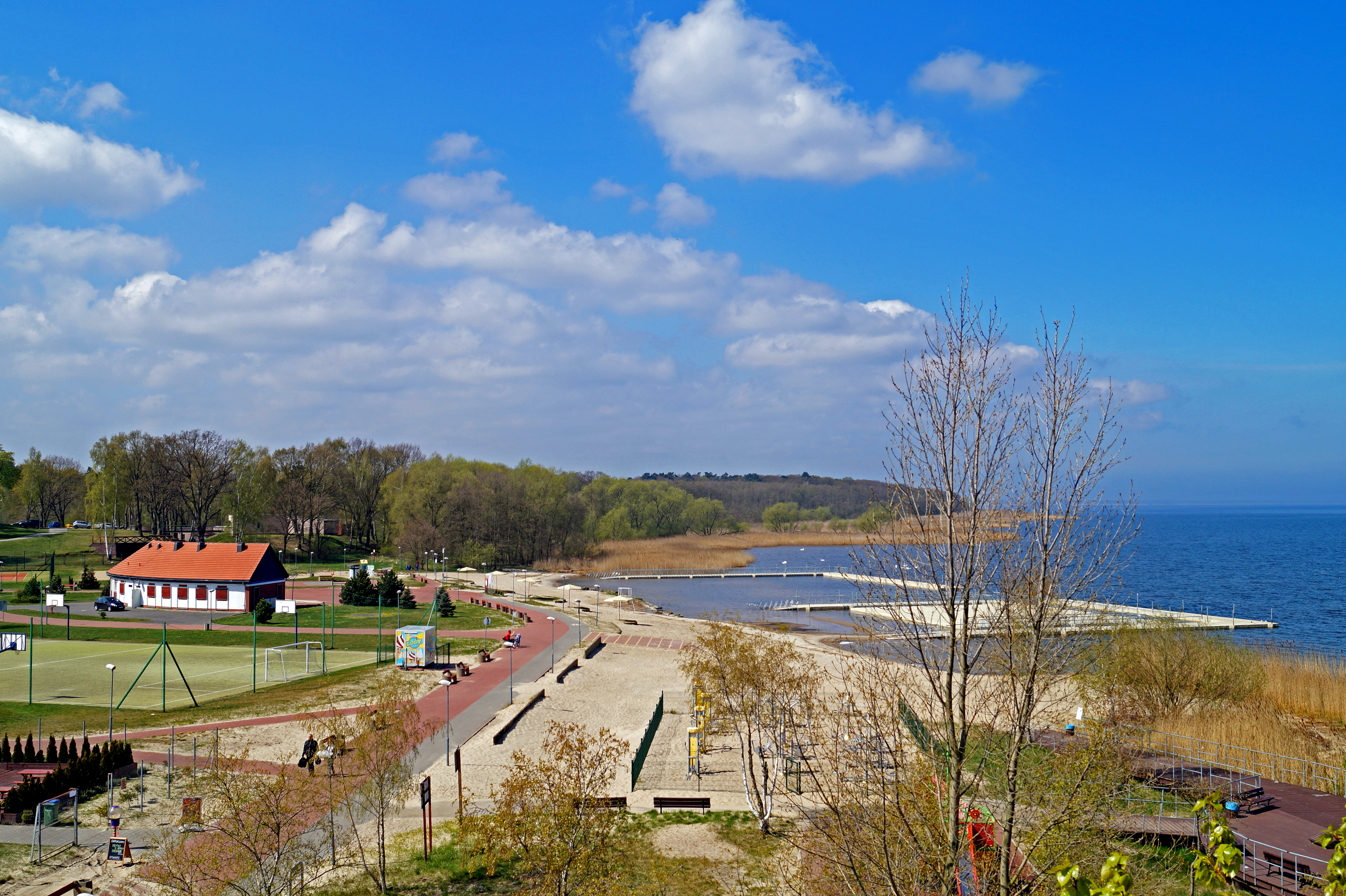
La spiaggia a Trzebież, vicino Police, in Polonia.

Per secoli, fino al XVIII secolo, la laguna ha funto da via di navigazione verso i porti che si affacciavano sul bacino.
A partire dal XX secolo l'area della laguna di Stettino ha attratto importanti flussi turistici, per via dei siti naturalistici e archeologici situati sulle sponde della massa d'acqua. Tra le attrazioni, sono rinomate la possibilità di praticare numerosi sport acquatici, percorsi culturali tra musei, castelli, vecchie ferrovie a scartamento ridotto e attività legate alla viticoltura.
Nell'area della laguna, nei pressi di ritrovamenti di antichi insediamenti sull'isola di Wolin, ha luogo annualmente il "Festival degli Slavi e dei Vichinghi", la più grande rievocazione storica Germanica-Slava-Vichinga d'Europa.